# Chemillé-en-Anjou
Chemillé-en-Anjou ist eine französische Gemeinde mit 21.550 Einwohnern (Stand: 1. Januar 2022) im Département Maine-et-Loire in der Region Pays de la Loire. Die Gemeinde gehört zum Arrondissement Cholet und ist Mitglied im Gemeindeverband Mauges Communauté.
Die Gemeinde erhielt 2024 die Auszeichnung „Drei Blumen“, die vom Conseil national des villes et villages fleuris (CNVVF) im Rahmen des jährlichen Wettbewerbs der blumengeschmückten Städte und Dörfer verliehen wird.
Chemillé-en-Anjou entstand mit Wirkung vom 15. Dezember 2015 als Commune nouvelle durch die Zusammenlegung der früher selbstständigen Gemeinden Chemillé-Melay, Chanzeaux, La Chapelle-Rousselin, Cossé-d’Anjou, La Jumellière, Neuvy-en-Mauges, Sainte-Christine, Saint-Georges-des-Gardes, Saint-Lézin, La Salle-de-Vihiers, La Tourlandry und Valanjou. Die Ortschaften Chemillé und Melay wurden hierbei aus der Commune nouvelle Chemillé-Melay herausgelöst und besitzen wie die anderen Ortschaften den Status als Communes déléguées. Der Verwaltungssitz befindet sich in Chemillé.

## Gemeindegliederung
| Commune déléguée           | Ehemaliger INSEE-Code | Ehemaliges Arrondissement | PLZ   | Fläche (km²) | Einwohnerzahl (2022) |
| -------------------------- | --------------------- | ------------------------- | ----- | ------------ | -------------------- |
| Chemillé (Verwaltungssitz) | 49092                 | Cholet                    | 49120 | 49,20        | 7550                 |
| Melay                      | 49199                 | Cholet                    | 49120 | 22,70        | 1608                 |
| Chanzeaux                  | 49071                 | Angers                    | 49750 | 31,47        | 1080                 |
| La Chapelle-Rousselin      | 49074                 | Cholet                    | 49120 | 12,54        | 0853                 |
| Cossé-d’Anjou              | 49111                 | Cholet                    | 49120 | 13,29        | 0438                 |
| La Jumellière              | 49169                 | Cholet                    | 49120 | 29,09        | 1425                 |
| Neuvy-en-Mauges            | 49225                 | Cholet                    | 49120 | 18,13        | 0849                 |
| Sainte-Christine           | 49268                 | Cholet                    | 49120 | 09,52        | 0748                 |
| Saint-Georges-des-Gardes   | 49281                 | Cholet                    | 49120 | 32,49        | 1630                 |
| Saint-Lézin                | 49300                 | Cholet                    | 49120 | 13,08        | 0746                 |
| La Salle-de-Vihiers        | 49325                 | Saumur                    | 49310 | 17,27        | 0936                 |
| La Tourlandry              | 49351                 | Cholet                    | 49120 | 19,34        | 1456                 |
| Valanjou                   | 49153                 | Angers                    | 49670 | 55,86        | 2231                 |

## Geografie
Chemillé-en-Anjou liegt etwa 32 Kilometer südsüdwestlich von Angers, etwa 50 Kilometer westlich von Saumur und etwa 21 Kilometer nordöstlich von Cholet in der Région naturelle der Mauges, Teil der historischen Provinz des Anjou. Das Gebiet von Chemillé-en-Anjou liegt im äußersten Südosten des Armorikanischen Massivs inmitten einer hügeligen Landschaft. Im Süden des Gemeindegebiets erhebt sich der Höhenzug Les Gardes, auf der mit 216 m die höchste Erhebung des Départements gemessen wird. Chemillé-en-Anjou befindwet sich im Einzugsgebiet der Loire. Die Hyrôme entspringt im Südosten des Gemeindegebiets und durchströmt es in nordöstlicher Richtung, bevor sie außerhalb in den Layon mündet. Außer von der Hyrôme wird Chemillé-en-Anjou von zahlreichen Bächen entwässert.
Teile des Gebiets von Chemillé-en-Anjou gehören zum Natura 2000-Schutzgebiet „Vallée de la Loire de Nantes aux Ponts-de-Cé et ses annexes“ (FR5200622) sowie von sieben ZNIEFF-Naturzonen.
Umgeben wird Chemillé-en-Anjou von zwölf Nachbargemeinden:
| Montrevault-sur-Èvre Mauges-sur-Loire | Chaudefonds-sur-Layon Val-du-Layon          | Beaulieu-sur-Layon Bellevigne-en-Layon |
| Beaupréau-en-Mauges                   | Kompassrose, die auf Nachbargemeinden zeigt | Montilliers                            |
| Trémentines                           | Coron Vezins                                | Lys-Haut-Layon                         |

## Klima
|                        | Jan | Feb | Mär | Apr  | Mai  | Jun  | Jul  | Aug  | Sep  | Okt  | Nov  | Dez |   |      |
| Mittl. Temperatur (°C) | 5,4 | 5,5 | 7,9 | 10,6 | 14   | 17,8 | 19,6 | 19,3 | 16,8 | 13,3 | 8,7  | 5,9 | ⌀ | 12,1 |
| Mittl. Tagesmax. (°C)  | 8   | 8,9 | 12  | 15   | 18,3 | 22,3 | 24,2 | 24,1 | 21,5 | 17,1 | 11,6 | 8,7 | ⌀ | 16   |
| Mittl. Tagesmin. (°C)  | 2,7 | 2,3 | 4,1 | 6,2  | 9,5  | 13,1 | 14,7 | 14,6 | 12,3 | 9,8  | 6    | 3,2 | ⌀ | 8,2  |
|                        |     |     |     |      |      |      |      |      |      |      |      |     |   |      |
| Niederschlag (mm)      | 68  | 56  | 52  | 60   | 68   | 48   | 43   | 48   | 52   | 70   | 68   | 73  | Σ | 706  |
|                        |     |     |     |      |      |      |      |      |      |      |      |     |   |      |
| Sonnenstunden (h/d)    | 3,3 | 4,5 | 6,0 | 7,7  | 8,1  | 9,2  | 9,2  | 8,7  | 7,4  | 5,5  | 4,2  | 3,7 | ⌀ | 6,5  |
|                        |     |     |     |      |      |      |      |      |      |      |      |     |   |      |
| Regentage (d)          | 8   | 8   | 7   | 8    | 9    | 7    | 6    | 6    | 6    | 8    | 9    | 8   | Σ | 90   |
|                        |     |     |     |      |      |      |      |      |      |      |      |     |   |      |
| Luftfeuchtigkeit (%)   | 86  | 81  | 77  | 73   | 73   | 67   | 65   | 66   | 69   | 79   | 85   | 86  | ⌀ | 75,6 |

| 2,7 |

| 2,3 |

| 4,1 |

| 6,2 |

| 9,5 |

| 13,1 |

| 14,7 |

| 14,6 |

| 12,3 |

| 9,8 |

| 6 |

| 3,2 |

| 2,7 |

| 2,3 |

| 4,1 |

| 6,2 |

| 9,5 |

| 13,1 |

| 14,7 |

| 14,6 |

| 12,3 |

| 9,8 |

| 6 |

| 3,2 |

Das Klima ist als Ozeanklima (Cfb-Klima) nach Köppen und Geiger klassifiziert. Es ist warm und gemäßigt und zeichnet sich durch eine verhältnismäßig erhebliche Menge an Niederschlägen aus auch während dem trockensten Monat Juli. Die Angaben von Temperatur, Wassertemperatur, Niederschlag, Regentag und Luftfeuchtigkeit basieren auf Daten von 1991 bis 2021, Sonnenstunden auf Daten von 1999 bis 2019.

## Sehenswürdigkeiten
| Name                       | Ort             | Bemerkungen                                                                         | Bild           |
| -------------------------- | --------------- | ----------------------------------------------------------------------------------- | -------------- |
| Osttor der Burgruine       | Chemillé        | 12. und 13. Jahrhundert, als Monument historique klassifiziert                      |                |
| Kirche Saint-Pierre        | Chemillé        | 11. Jahrhundert, in Teilen als Monument historique klassifiziert                    | Weitere Bilder |
| Kirche Notre-Dame          | Chemillé        | 11. und 12. Jahrhundert, in Teilen als Monument historique klassifiziert            | Weitere Bilder |
| Kirche Notre-Dame la Neuve | Chemillé        | 19. Jahrhundert, als Monument historique eingeschrieben                             | Weitere Bilder |
| Schloss Chanzeaux          | Chanzeaux       | 19. Jahrhundert, in Teilen als Monument historique eingeschrieben                   |                |
| Kirche Saint-Pierre        | Chanzeaux       | Ursprünge aus dem 12. Jahrhundert, in Teilen als Monument historique eingeschrieben | Weitere Bilder |
| Schloss Les Buhards        | La Jumellière   | 19. Jahrhundert, in Teilen als Monument historique eingeschrieben                   |                |
| Schloss La Jumellière      | La Jumellière   | 19. Jahrhundert                                                                     |                |
| Schloss Le Lavouër         | Neuvy-en-Mauges | 18. Jahrhundert                                                                     |                |
| Schlossruine Gonnord       | Valanjou        | 16. Jahrhundert                                                                     |                |
| Windmühle Le Gué-Robert    | Valanjou        | 19. Jahrhundert                                                                     |                |

## Bildung
Chemillé-en-Anjou verfügt über
- eine öffentliche Vorschule (École maternelle),
- zwei öffentliche Vor- und Grundschulen (Écoles primaires),
- dreizehn private Vor- und Grundschulen,
- eine öffentliche Grundschule (École élémentaire),
- ein öffentliches Collège,
- zwei private Collèges,
- ein privates landwirtschaftlich orientiertes Lycée,
- ein privates Lycée und
- eine öffentliche Berufsoberschule (Lycée polyvalent).[4]

## Wirtschaft
Chemillé-en-Anjou liegt im Weinbaugebiet Anjou. Daneben wird traditionell Ackerbau und Viehzucht (Rinder, Schweine, Pferde) betrieben.
| Chemillé-en-Anjou | Chemillé-en-Anjou | Chemillé-en-Anjou | Département | Département | Département | Metropolitan-Frankreich | Metropolitan-Frankreich | Metropolitan-Frankreich |
| ----------------- | ----------------- | ----------------- | ----------- | ----------- | ----------- | ----------------------- | ----------------------- | ----------------------- |
| Gesamt            | Männer            | Frauen            | Gesamt      | Männer      | Frauen      | Gesamt                  | Männer                  | Frauen                  |
| 75,0 %            | 77,2 %            | 65,8 %            | 68,5 %      | 71,3 %      | 65,8 %      | 66,1 %                  | 68,9 %                  | 63,4 %                  |

Die Beschäftigungsrate der Gemeinde ist höher als die des Départements Maine-et-Loire und die von Metropolitan-Frankreich. Im Vergleich zu 2015 sank die Gesamtquote der Gemeinde um 2,0 %. Die meisten Beschäftigten sind im Dienstleistungs- oder im Informationssektor in privaten Unternehmen oder öffentlichen Einrichtungen beschäftigt. Etwas über die Hälfte sind Auspendler. 51,8 % arbeiteten 2021 in einer anderen Gemeinde, 3,0 % mehr als im Jahr 2015. Dabei benutzten sie zu 83,3 % ein Auto, einen Last- oder Lieferwagen, nur 2,1 % ein öffentliches Verkehrsmittel.
| Chemillé-en-Anjou | Chemillé-en-Anjou | Chemillé-en-Anjou | Chemillé-en-Anjou | Département | Département | Département | Département | Metropolitan-Frankreich | Metropolitan-Frankreich | Metropolitan-Frankreich | Metropolitan-Frankreich |
| ----------------- | ----------------- | ----------------- | ----------------- | ----------- | ----------- | ----------- | ----------- | ----------------------- | ----------------------- | ----------------------- | ----------------------- |
| Gesamt            | 15–24             | 25–54             | 55–64             | Gesamt      | 15–24       | 25–54       | 55–64       | Gesamt                  | 15–24                   | 25–54                   | 55–64                   |
| 6,4 %             | 13,1 %            | 5,3 %             | 6,2 %             | 10,3 %      | 19,7 %      | 8,9 %       | 8,9 %       | 11,7 %                  | 23,2 %                  | 10,5 %                  | 9,8 %                   |

Die Arbeitslosenquote zeigt ein erfreuliches Bild. Sie liegt in allen Bereichen niedriger im Vergleich zum gesamten Département und Metropolitan-Frankreich. Im Vergleich zu 2015 fiel die Gesamtarbeitslosenquote der Gemeinde um 2,0 %, in der Altersklasse von 15- bis 24-Jährigen sogar um 8,8 %.

## Verkehr
Die Autoroute A 87 von Angers nach La Roche-sur-Yon durchquert das Gemeindegebiet von Nordost nach Südwest mit der Anschlussstelle 25 in unmittelbarer Nähe zum Zentrum. Die Departementsstraße D 961, die ehemalige Route nationale 161bis, führt von Segré-en-Anjou Bleu nach Chemillé-en-Anjou. Die Departementsstraße D 160, die ehemalige Route nationale 160 von Angers nach Cholet, verläuft parallel zur Autobahn und durchquert ebenfalls das Gemeindegebiet. Die Departementsstraße D 756, die ehemalige Route nationale 756 von La Haie-Fouassière nach Lys-Haut-Layon, durchquert das Gemeindegebiet von West nach Südost. Nachgeordnete Departementsstraßen und lokale Landstraßen verbinden das Zentrum in Chemillé mit den Ortsteilen und weiteren Nachbargemeinden.

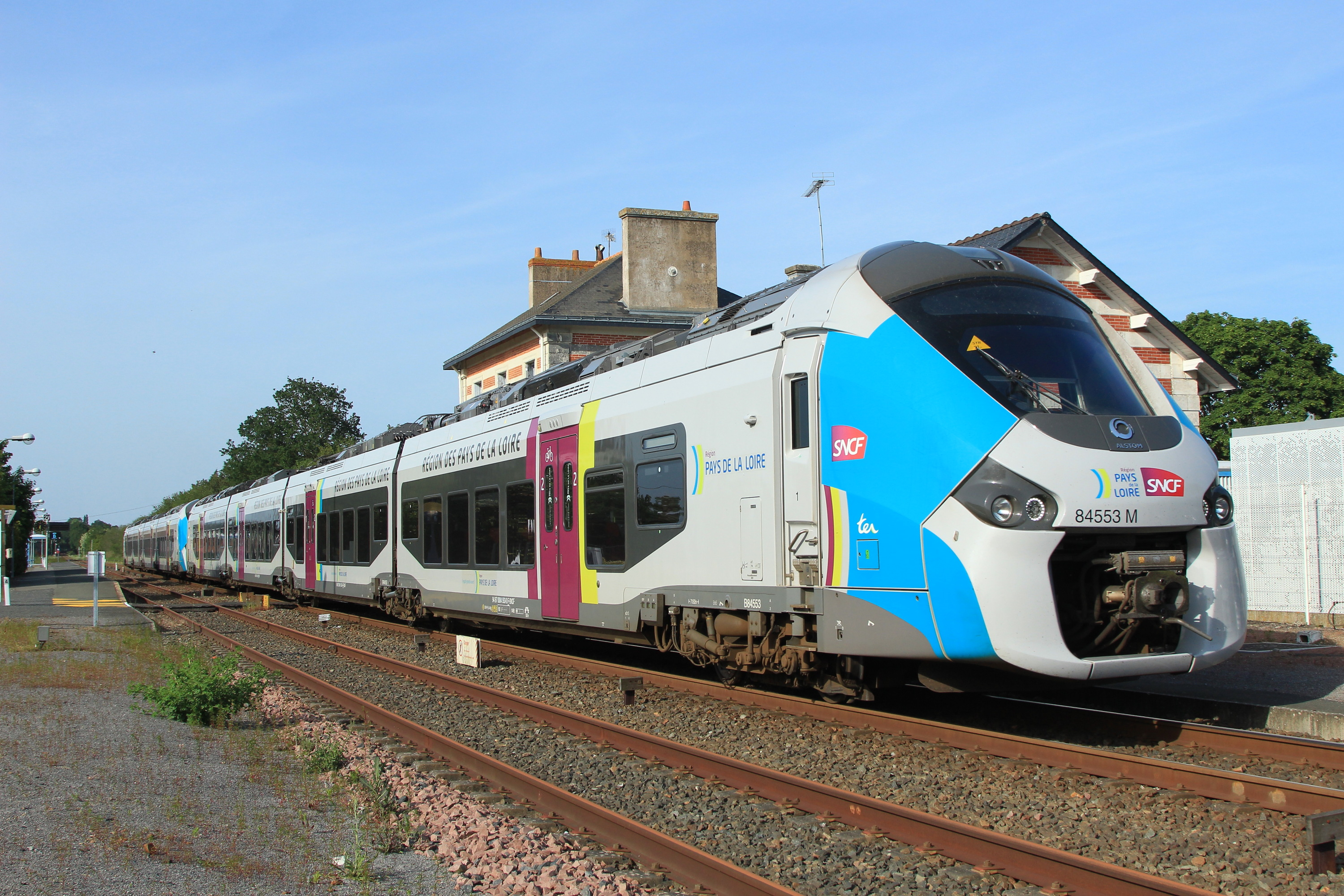
Nahverkehrszug im Bahnhof von Chemillé

Busse von vier Linien der Transportgesellschaft Aléop der Region Pays de la Loire fahren viele Haltestellen im Zentrum von Chemillé-en-Anjou und in den Ortsteilen an und verbinden die Gemeinde mit Beaupréau-en-Mauges, Angers und Cholet.
Chemillé-en-Anjou verfügt über einen Bahnhof, der von Zügen einer Linie des TER Pays de la Loire angefahren wird und die Gemeinde mit Cholet und Saumur über Angers verbinden.

## Gemeindepartnerschaften
Die deutsche Gemeinde Aspach in Baden-Württemberg unterhält seit 1997 eine Partnerschaft mit Chemillé-en-Anjou.